# Philodoria lysimachiella
Philodoria lysimachiella là một loài loài bướm thuộc họ Gracillariidae. Đây là loài đặc hữu của Oahu.
Ấu trùng ăn các loài Lysimachia rotundifolia. Có khả năng chúng ăn lá cây nơi chúng sống.